# Prosoplus assimilis
Prosoplus assimilis là một loài bọ cánh cứng trong họ Cerambycidae.